# 色雷斯 (羅馬行省)

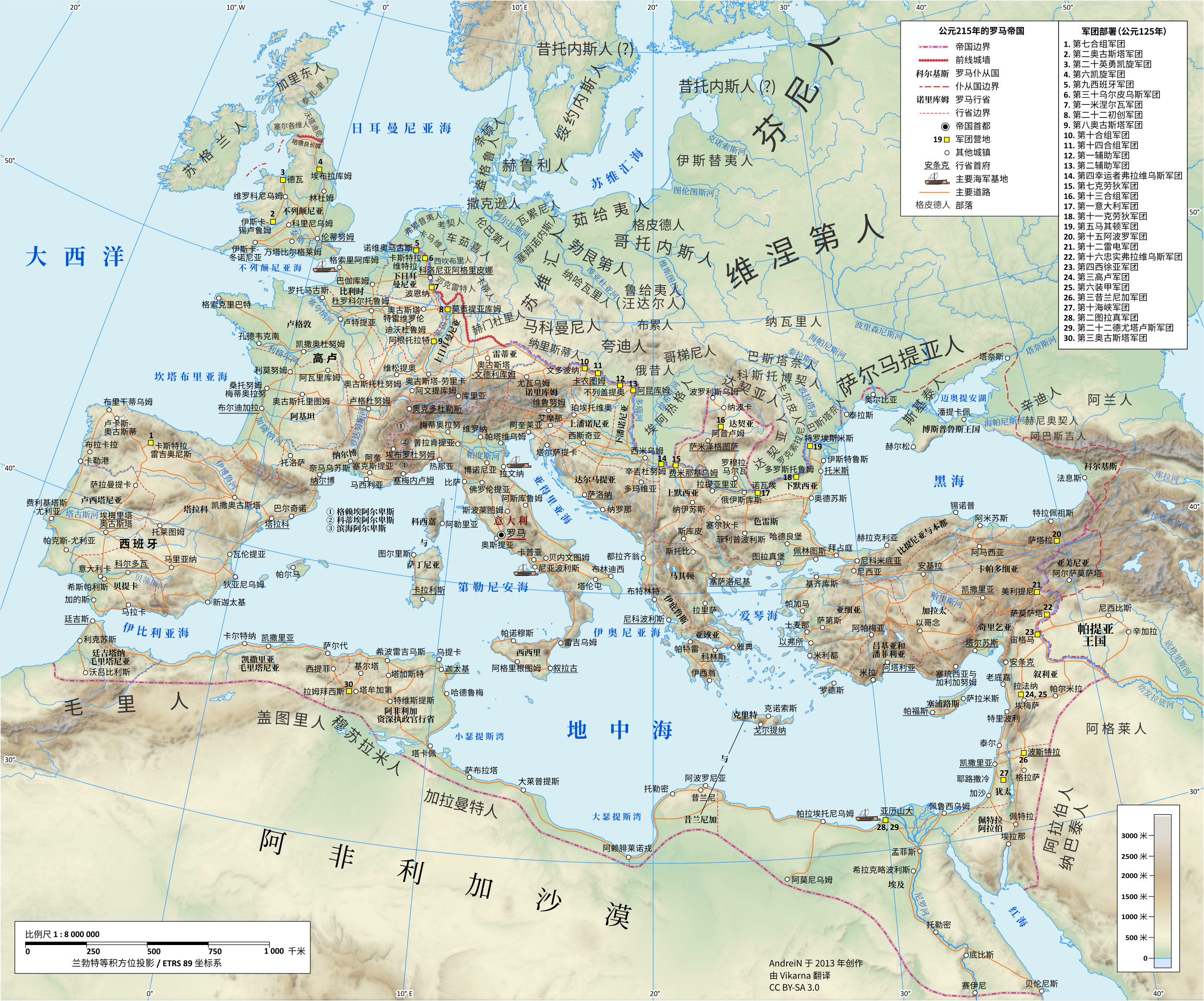
罗马帝国哈德良时期色雷斯行省

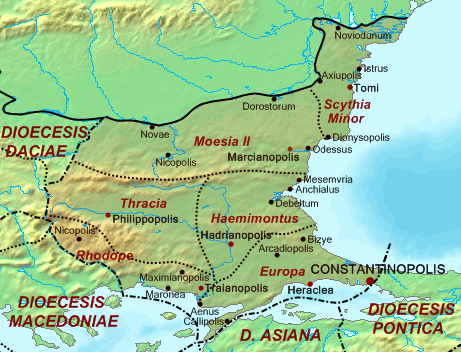
拆分后的色雷斯，400年

色雷斯是罗马帝国的一个行省，位于巴尔干半岛东南部。名字来源于居住此地的色雷斯人。

## 历史
以古典希臘時期的角度来看，色雷斯囊括了色萨利以北的领土，但并无明确界限，有时甚至包括马其顿以及小斯基提亚。后来，北至多瑙河，东达黑海，南抵馬其頓王國，西到伊利里亚的区域皆被认为是色雷斯，大致等同于公元前5世纪至公元1世纪色雷斯王国的领土。
前20年左右，奥德里西亚王国成为罗马的從屬國，而此时，黑海之滨的希腊城邦皆意处于罗马控制之下。46年，色雷斯国王罗伊米塔尔克斯三世去世，罗马帝国正于克勞狄一世统治时期。尽管发生了一场反罗马叛乱，但王国仍被兼并，置为罗马帝国的一个行省。
新行省不仅涵盖了原奥德希里亚王国的土地，还囊括了东北的马其顿行省以及爱琴海上的萨索斯岛、萨莫色雷斯岛、格克切島，此外向北还包括了默西亚行省。起初，行省疆界沿海玛斯山脉（今巴尔干山脉）以北的一条线划分，但到了二世纪末，边界移至山脉南部，今加里波利半島一带脱离行省长官，受到皇帝直辖。行省的第一个首府为馬爾馬拉埃雷利西，这是一个元首行省，起初由一位检察官担任总督，大约在107/109年之后，改由一名皇帝特使出任。不过，原色雷斯王国内部的机构仍得以保留，并由罗马机构渐次取代。
色雷斯行省作为一个内部行省，远离帝国边境，故一直保持着和平与繁荣，直至三世紀危機时多次遭跨过多瑙河的哥特人袭击。皇帝德西乌斯在应对这些攻击时，在251年的阿伯里圖斯戰役中阵亡。268至270年间哥特人自海上发动侵袭，色雷斯受到严重破坏，直至271年皇帝奥勒良得以有精力处理巴尔干地区的哥特人威胁。
一般而言，罗马皇帝的行省与城市政策，是以希腊式的城市为范本。而在色雷斯，希腊化程度较罗马化要更多些。到了古代晚期，只有下默西亚罗马化，位于海玛斯山脉以南的色雷斯几乎完全被希腊化。
色雷斯人在其他省份亦有分布，根据金石学的证据，他们自叙利亚、阿拉伯到不列颠都有分布，其中主要是一些士兵。

## 古代晚期
在3世纪戴克里先的行政改革中，色雷斯被分为四个小省，分别为色雷斯、赫米蒙图斯、罗多彼以及欧罗巴。新的色雷斯行省包括了原行省的西北部分，即海玛斯山脉与罗多彼山脉之间的马里查河上游峡谷。菲利浦波里斯于三世纪早期成为行省首府。色雷斯的四个行省，连同下默西亞的两个省份，一同组成了色雷斯管区，其隶属于东方大区。军事上，整个地区都为色雷斯元帅掌管。此后于中世纪，成为拜占庭帝国色雷斯军区，管辖土地只包括东色雷斯。

### 书籍
- Soustal, Peter. . Vienna: Verlag der Österreichischen Akademie der Wissenschaften. 1991. ISBN 3-7001-1898-8 （德语）.